# Велика Діброва (Роменський район)
Вели́ка Дібро́ва —  село в Україні, у Роменському районі Сумської області. Населення становить 64 осіб. Входить до складу Недригайлівської селищної громади. До 2020 року орган місцевого самоврядування — Сакуниська сільська рада.

## Географія
Село Велика Діброва знаходиться між селами Сакуниха і Лахнівщина (1,5 км). По селу протікає пересихаючий струмок з загатою. Поруч проходить автомобільна дорога Т 1917.

## Історія
12 червня 2020 року, відповідно до розпорядження Кабінету Міністрів України № 723-р «Про визначення адміністративних центрів та затвердження територій територіальних громад Сумської області», село увійшло до складу Недригайлівської селищної громади.
19 липня 2020 року, в результаті адміністративно-територіальної реформи та ліквідації Недригайлівського району, село увійшло до складу новоутвореного  Роменського району.

## Населення

### Мова
Розподіл населення за рідною мовою за даними перепису 2001 року:
| Мова       | Кількість | Відсоток |
| ---------- | --------- | -------- |
| українська | 61        | 95.31%   |
| російська  | 3         | 4.69%    |
| Усього     | 64        | 100%     |